# Gukesh Dommaraju
Dommaraju Gukesh, comunament conegut com a Gukesh D, o simplement Gukesh, (Chennai, 29 de maig de 2006) és un escaquista indi, Gran Mestre i actual Campió del món d'escacs, el més jove de la història. Un prodigi dels escacs, va ser la tercera persona més jove de la història en obtenir títol de Gran Mestre, que la FIDE li va concedir el març de 2019. El 16 d'octubre de 2022, amb setze anys, es va convertir en el jugador més jove en derrotar a l'aleshores campió del món Magnus Carlsen, quan va vèncer Carlsen en una partida al torneig Aimchess d'escacs ràpids. També va ser el jugador més jove en superar la fita d'Elo de 2750, cosa que va fer als 17 anys.

## Biografia
Gukesh va néixer el 29 de maig de 2006 a Chennai, Tamil Nadu. El seu pare, Rajnikanth, és cirurgià d'oïda, nas i gola, i la seva mare, Padma, és microbiòloga. Va aprendre a jugar als escacs als set anys. Estudia a Velammal Vidyalaya, Mel Ayanambakkam, Chennai.

## Carrera

### Primers anys (2015-2019)
Gukesh va guanyar la secció sub-9 dels campionats asiàtics d'escacs escolars el 2015, i el Campionat del món juvenil d'escacs el 2018 en la categoria sub 12. També va guanyar cinc medalles d'or als Campionats asiàtics d'escacs juvenils de 2018, en els formats individuals ràpids i blitz sub-12, ràpids i blitz per equips sub-12 i els formats clàssics individuals sub-12. Va completar els requisits per obtenir el títol de Mestre Internacional el març de 2018 al 34è Obert de Cappelle-la-Grande.
Gukesh gairebé va superar Serguei Kariakin com a Gran Mestre més jove de la història, però va perdre el rècord per disset dies. Es va convertir en el segon Gran Mestre més jove de la història el 15 de gener de 2019, a l'edat de dotze anys, set mesos i disset dies. Tanmateix, és el més jove de l'Índia a partir del 2022. El juny de 2021, va guanyar el Julius Baer Challengers Chess Tour, Gelfand Challenge, amb 14 de 19 punts.

### Or olímpic i classificació pel Candidats (2022-2023)
L'agost de 2022, va començar la 44a Olimpíada d'escacs amb una puntuació perfecta de 8/8, ajudant l'equip de l'Índia-2 a derrotar el número 1, els EUA en el 8è matx. Va acabar amb una puntuació de 9 sobre 11, una actuació pròpia d'un Elo de 2867, i va guanyar la medalla d'or al 1r tauler, mentre el seu equip acabava tercer a la competició. El setembre de 2022, va formar part de l'equip indi que va guanyar la medalla d'argent als Jocs Asiàtics de 2022 a la competició masculina. El mateix mes, va assolir un Elo FIDE de més de 2700 per primer cop, amb 2726, esdevenint així el tercer jugador més jove de la història en fer-ho, després de Wei Yi i Alireza Firouzja. L'octubre de 2022, Gukesh es va convertir en el jugador més jove a vèncer Magnus Carlsen des que aquest va esdevenir campió del món, al torneig Aimchess Rapid.
El febrer de 2023, Gukesh va participar en la primera edició del torneig WR Masters a Düsseldorf, on va acabar amb 5½/9 punts, empatant al primer lloc amb Levon Aronian i Ian Nepómniasxi. Va quedar segon rere Aronian en les partides de desempat.
L'agost de 2023, Gukesh va esdevenir el jugador més jove en arribar a un Elo de 2750. A la Copa del Món d'escacs de 2023 a Bakú, va arribar fins als quarts de final, on va perdre contra Carlsen. A la llista d'Elo de setembre de 2023, Gukesh va superar Viswanathan Anand com a primer jugador de l'Índica, el primer cop en 37 anys que Anand baixava de la primera posició. El desembre de 2023, Gukesh es va classificar per jugar el Torneig de Candidats de 2024, competir contra Ding Liren pel títol de Campió del Món d'Escacs al Campionat Mundial d'Escacs de 2024. Va acabar segon al Circuit FIDE 2023 rere Fabiano Caruana, i va assolir la plaça de classificació reservada al primer, ja que Caruana ja estava classificat a través de la Copa del Món d'escacs. Fou així el tercer jugador més jove de la història en classificar-se per a un Candidats, rere Bobby Fischer i Carlsen.

### Doble or olímpic i Campionat del Món (2024-actualitat)

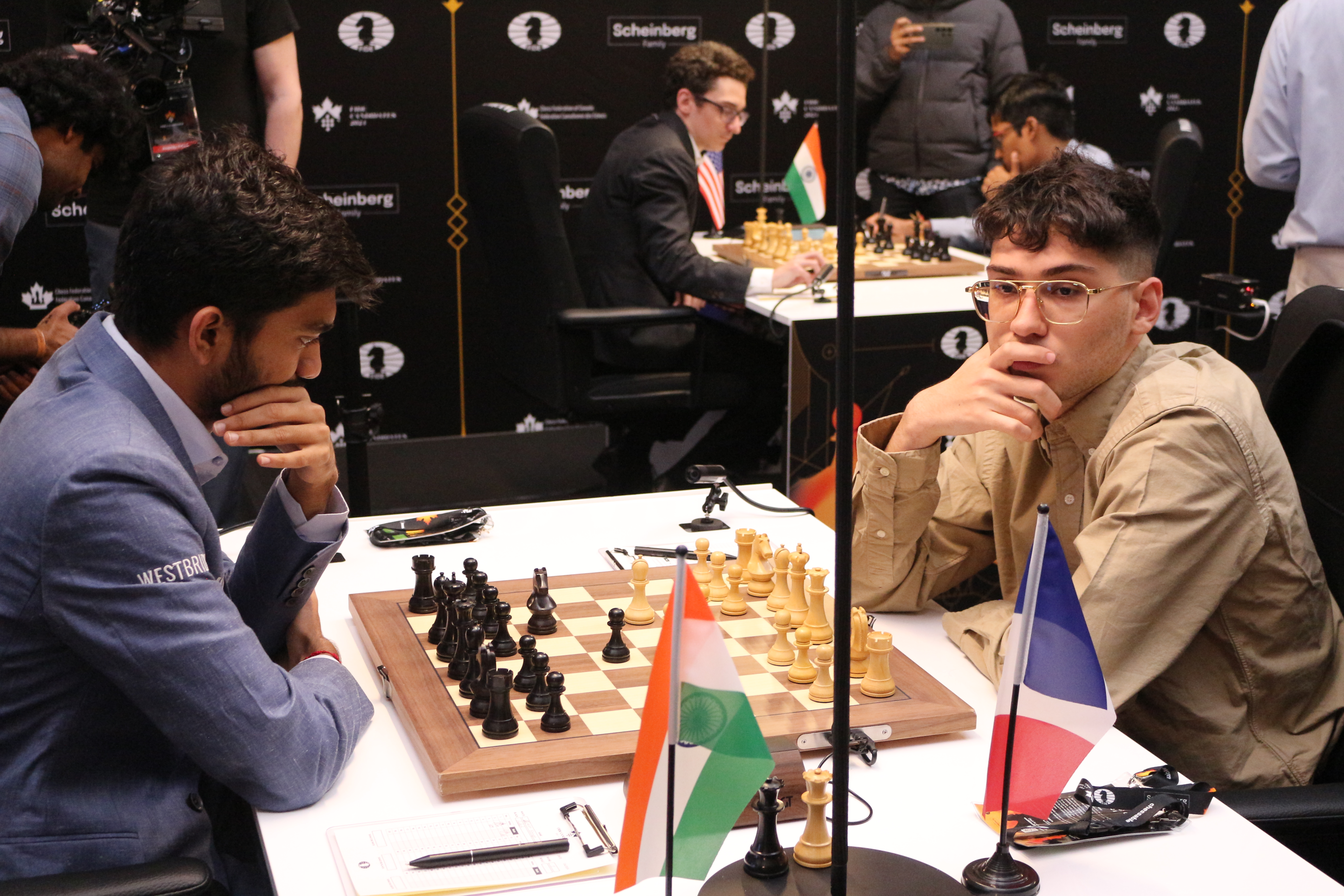
Gukesh (esquerra) jugant contra Alireza Firouzja al Torneig de Candidats de 2024.

El gener de 2024, Gukesh va acabar en un quadruple empat pel primer lloc al Torneig d'escacs Tata Steel 2024 amb una puntuació de 8,5 en 13 rondes. Va derrotar Anish Giri a les semifinals abans de perdre contra Wei Yi a la final del desempat. L'abril de 2024, Gukesh va formar part del Torneig de candidats de vuit jugadors celebrat a Toronto. Va guanyar-hi cinc partides, contra R Praggnanandhaa i Vidit Gujrathi jugant amb negres, Firouzja jugant amb blanques i Nijat Abasov tant amb blanques com amb negres. Amb una única derrota contra Firouzja, va acabar amb nou punts en 14 rondes, per guanyar el torneig. Va ser el guanyador més jove de la història del torneig de Candidats.
El setembre de 2024, Gukesh va participar en la 45a Olimpíada d'escacs a Budapest com a part de l'equip indi. No va perdre ni una sola partida i va guanyar la medalla d'or individual amb una puntuació de nou punts en deu rondes. La seva actuació al primer tauler va ajudar l'Índia a guanyar la seva primera medalla d'or per equips a les Olimpíades, una fita històrica. Com a resultat de la seva actuació, Gukesh va entrar per primera vegada entre els cinc primers del rànquing de la FIDE l'1 d'octubre de 2024.
El Campionat del món d'escacs de 2024 es va celebrar entre novembre i desembre de 2024 entre Gukesh i Ding Liren. Gukesh va assolir tres victòries contra dues victòries de Ding i vuit empats en les 14 rondes clàssiques del torneig. Va guanyar la 14ena i última partit el 12 de desembre de 2024 i, com a resultat, el Campionat del Món d'escacs per un marcador de 7,5–6,5. La victòria el va convertir en el campió del món d'escacs més jove de la història. La FIDE va comentar que el joc de Gukesh tenia "una precisió gairebé perfecta", i Ding va dir que era el seu millor torneig de l'any i que no penedia de perdre el títol davant Gukesh.